# Hamburg Cup 1995
Der Hamburg Cup 1995 im Badminton fand vom 1. bis zum 3. September 1995 statt. Das Preisgeld betrug 50.000 DM.

## Sieger und Platzierte
| Disziplin    | Gold                          | Silber                           | Bronze                                   |
| ------------ | ----------------------------- | -------------------------------- | ---------------------------------------- |
| Herreneinzel | George Rimarcdi               | Marleve Mainaky                  | Søren B. Nielsen                         |
| Herreneinzel | George Rimarcdi               | Marleve Mainaky                  | Thomas Johansson                         |
| Dameneinzel  | Pernille Nedergaard           | Mette Pedersen                   | Monique Hoogland                         |
| Dameneinzel  | Pernille Nedergaard           | Mette Pedersen                   | Anne Søndergaard                         |
| Herrendoppel | Michael Helber Michael Keck   | Kai Mitteldorf Uwe Ossenbrink    | Thomas Hovgaard Thomas Søgaard           |
| Herrendoppel | Michael Helber Michael Keck   | Kai Mitteldorf Uwe Ossenbrink    | Yang Bing Zhang Wei                      |
| Damendoppel  | Lotte Olsen Rikke Olsen       | Eline Coene Erica van den Heuvel | Pernille Harder Majken Vange             |
| Damendoppel  | Lotte Olsen Rikke Olsen       | Eline Coene Erica van den Heuvel | Helle Ankjær Nielsen Pernille Nedergaard |
| Mixed        | Kai Mitteldorf Katrin Schmidt | Thomas Stavngaard Rikke Olsen    | Stephan Kuhl Nicol Pitro                 |
| Mixed        | Kai Mitteldorf Katrin Schmidt | Thomas Stavngaard Rikke Olsen    | Björn Siegemund Viola Rathgeber          |

## Herreneinzel Qualifikation
- Conrad Hückstädt –  Michał Łogosz: 15-7 / 15-8
- Bram Fernardin –  Jan Jørgensen: 15-13 / 15-11
- Zhang Wei –  Stephan Kapps: 15-5 / 15-0
- Bertrand Gallet –  Christian Mohr: 15-7 / 11-15 / 18-16
- Yang Bing –  John Laursen: 15-9 / 15-7
- Gyula Szalai –  Vincent Laigle: 14-18 / 15-4 / 18-13
- Guntur Hariono –  Kai Abraham: 15-7 / 15-5
- Christian Schwab –  Henrik Jessen: 12-15 / 15-9 / 15-12
- Jacob Østergaard –  Zainal Malik: 15-6 / 15-11
- Roland Dorner –  Wang Xuyan: 15-6 / 15-9
- Conrad Hückstädt –  Thomas Hovgaard: 15-1 / 15-1
- Bram Fernardin –  Sebastian Schulz: 15-10 / 15-11
- Zhang Wei –  Ricardo Fernandes: 15-1 / 15-3
- Volker Renzelmann –  Frederik Kohler: 15-13 / 15-0
- Bertrand Gallet –  David Shaw: 18-15 / 5-15 / 18-15
- Anders Boesen –  Yang Bing: 15-11 / 6-15 / 15-12
- Marek Bujak –  Gyula Szalai: 15-11 / 15-10
- Jacek Niedźwiedzki –  Sven Landwehr: 15-8 / 15-12
- Christian Schwab –  Chris Bruil: 15-5 / 15-4
- Bram Fernardin –  Conrad Hückstädt: 15-12 / 13-15 / 15-5
- Zhang Wei –  Volker Renzelmann: 15-6 / 15-3
- Anders Boesen –  Bertrand Gallet: 11-15 / 15-2 / 15-12
- Marek Bujak –  Jacek Niedźwiedzki: 15-10 / 15-1
- Guntur Hariono –  Christian Schwab: 15-3 / 15-6
- Jacob Østergaard –  Roland Dorner: 15-10 / 15-3

## Herreneinzel
- Jürgen Koch –  Marek Bujak: 17-15 / 15-8
- Peter Gade –  Thomas Wapp: 15-5 / 15-5
- Detlef Poste –  Jacob Østergaard: 15-9 / 15-3
- Pierre Pelupessy –  Dharma Gunawi: 15-9 / 18-13
- Thomas Søgaard –  Hargiono: 15-5 / 15-9
- Robert Nock –  Mikhail Korshuk: 18-14 / 13-18 / 15-7
- Nunung Subandoro –  Martin Lundgaard Hansen: 9-15 / 15-12 / 15-2
- Fernando Silva –  Niels Christian Kaldau: 17-14 / 15-6
- Marleve Mainaky –  Jürgen Koch: 15-9 / 15-11
- Peter Gade –  Oliver Pongratz: 15-8 / 15-2
- Søren B. Nielsen –  Detlef Poste: 18-15 / 15-10
- Pierre Pelupessy –  Jesper Olsson: 15-11 / 15-8
- Thomas Søgaard –  Zhang Wei: 15-12 / 15-11
- George Rimarcdi –  Robert Nock: 15-0 / 15-3
- Nunung Subandoro –  Michael Helber: 15-5 / 15-5
- Thomas Johansson –  Fernando Silva: 15-9 / 15-3
- Marleve Mainaky –  Peter Gade: 15-10 / 15-8
- Søren B. Nielsen –  Pierre Pelupessy: 15-10 / 17-14
- George Rimarcdi –  Thomas Søgaard: 15-5 / 18-13
- Thomas Johansson –  Nunung Subandoro: 15-11 / 15-5
- Marleve Mainaky –  Søren B. Nielsen: 15-12 / 15-4
- George Rimarcdi –  Thomas Johansson: 15-9 / 15-6
- George Rimarcdi –  Marleve Mainaky: 9-15 / 15-7 / 15-12

## Dameneinzel Qualifikation
- Andrea Harsági –  Heike Schönharting: 7-11 / 12-9 / 11-6
- Helle Ankjær Nielsen –  Kirsten Sprang: 11-8 / 7-11 / 11-3
- Adrienn Kocsis –  Irina Gourina: 11-7 / 11-4
- Stefanie Müller –  Pernille Harder: 12-10 / 11-1
- Christina Sørensen –  Anja Weber: 11-0 / 11-7
- Dorota Borek –  Heike Franke: 12-9 / 12-9
- Mette Justesen –  Andrea Findhammer: 11-1 / 11-2
- Katja Michalowsky –  Andrea Ódor: 11-1 / 11-3
- Helle Ankjær Nielsen –  Andrea Harsági: 11-4 / 11-7
- Stefanie Müller –  Adrienn Kocsis: 11-6 / 11-2
- Dorota Borek –  Christina Sørensen: 11-4 / 11-8
- Katja Michalowsky –  Mette Justesen: 11-6 / 11-1

## Dameneinzel
- Monique Hoogland –  Andrea Ódor: 11-4 / 11-0
- Heidi Dössing –  Nicole Baldewein: 5-11 / 11-3 / 11-5
- Mette Sørensen –  Claudia Vogelgsang: 11-1 / 11-2
- Pernille Nedergaard –  Katja Michalowsky: 11-3 / 11-1
- Tanja Berg –  Heike Schönharting: 5-11 / 11-6 / 12-10
- Mette Pedersen –  Vlada Chernyavskaya: 3-11 / 11-5 / 11-0
- Stefanie Müller –  Majken Vange: 9-12 / 11-7 / 11-5
- Anne Søndergaard –  Christine Skropke: 11-3 / 11-7
- Monique Hoogland –  Heidi Dössing: 11-8 / 8-11 / 12-11
- Pernille Nedergaard –  Mette Sørensen: 11-4 / 8-11 / 11-4
- Mette Pedersen –  Tanja Berg: 11-2 / 11-4
- Anne Søndergaard –  Stefanie Müller: 12-9 / 11-4
- Pernille Nedergaard –  Monique Hoogland: 8-11 / 11-1 / 11-3
- Mette Pedersen –  Anne Søndergaard: 5-11 / 11-8 / 12-11
- Pernille Nedergaard –  Mette Pedersen: 11-5 / 11-5

## Herrendoppel Qualifikation
- Niels Kristensen /  Steen Thygesen-Poulsen –  Sven Landwehr /  Zainal Malik: 15-5 / 15-3
- Kai Abraham /  Conrad Hückstädt –  Christian Barthel /  Christian Huth: 13-15 / 15-11 / 15-12
- Frederik Kohler /  Christian Mohr –  Christoph Krämer /  Peter Sadewater: 16-17 / 15-8 / 15-8
- Joachim Tesche /  Thomas Tesche –  Björn Zeysing /  Jan Zeysing: 15-7 / 7-15 / 15-10
- Holger Kampen /  Markus Mössing –  Frank Mielke /  Björn Schneider: 18-14 / 15-9
- Ramón García /  Christian Schwab –  Arne Dikall /  Stefan Neumann: 15-8 / 15-10
- Roland Dorner /  Kai Riedel –  Thorsten Kurth /  Daniel Wenzlaw: 15-1 / 18-14
- Niels Kristensen /  Steen Thygesen-Poulsen –  Sebastian Schulz /  Timo Waschke: 15-5 / 15-4
- John Laursen /  Jacob Østergaard –  Kai Abraham /  Conrad Hückstädt: 15-5 / 15-4
- Frederik Kohler /  Christian Mohr –  Roland Kapps /  Stephan Kapps: 15-5 / 15-7
- Jacek Hankiewicz /  Brunon Rduch –  Joachim Tesche /  Thomas Tesche: 15-10 / 9-15 / 18-14
- Michał Łogosz /  Jacek Niedźwiedzki –  Holger Kampen /  Markus Mössing: 15-8 / 12-15 / 15-7
- Roland Dorner /  Kai Riedel –  Malte Böttger /  Kristof Hopp: 15-8 / 15-12
- John Laursen /  Jacob Østergaard –  Niels Kristensen /  Steen Thygesen-Poulsen: 15-4 / 15-2
- Frederik Kohler /  Christian Mohr –  Jacek Hankiewicz /  Brunon Rduch: 15-10 / 15-12
- Michał Łogosz /  Jacek Niedźwiedzki –  Ramón García /  Christian Schwab: 15-9 / 15-8

## Herrendoppel
- Michael Helber /  Michael Keck –  Bertrand Gallet /  Jean-Frédéric Massias: 15-8 / 15-2
- Marek Bujak /  Volker Renzelmann –  Frederik Kohler /  Christian Mohr: 15-10 / 15-9
- Stephan Kuhl /  Björn Siegemund –  Mikhail Korshuk /  Vitaliy Shmakov: 15-8 / 15-5
- Thomas Hovgaard /  Thomas Søgaard –  Manuel Dubrulle /  Vincent Laigle: 15-8 / 15-9
- Dharma Gunawi /  Nunung Subandoro –  John Laursen /  Jacob Østergaard: 15-11 / 15-13
- Yang Bing /  Zhang Wei –  Ricardo Fernandes /  Fernando Silva: 15-4 / 15-4
- Peder Nissen /  Thomas Stavngaard –  Norman Eby /  Franklin Wahab: 15-3 / 15-3
- Kai Mitteldorf /  Uwe Ossenbrink –  David Cocagne /  Etienne Thobois: 7-15 / 15-7 / 15-11
- Michael Helber /  Michael Keck –  Marek Bujak /  Volker Renzelmann: 15-18 / 15-9 / 15-9
- Thomas Hovgaard /  Thomas Søgaard –  Stephan Kuhl /  Björn Siegemund: 15-8 / 15-7
- Yang Bing /  Zhang Wei –  Dharma Gunawi /  Nunung Subandoro: 15-4 / 10-15 / 15-7
- Kai Mitteldorf /  Uwe Ossenbrink –  Peder Nissen /  Thomas Stavngaard: 17-14 / 15-11
- Michael Helber /  Michael Keck –  Thomas Hovgaard /  Thomas Søgaard: 15-2 / 15-8
- Kai Mitteldorf /  Uwe Ossenbrink –  Yang Bing /  Zhang Wei: 15-8 / 17-14
- Michael Helber /  Michael Keck –  Kai Mitteldorf /  Uwe Ossenbrink: 15-9 / 15-8

## Damendoppel Qualifikation
- Mette Hansen /  Mette Justesen –  Irina Gourina /  Maria Kizil: 15-2 / 18-13
- Dorota Borek /  Joanna Szleszyńska –  Anja Weber /  Stefanie Westermann: 8-15 / 15-12 / 17-14
- Katja Michalowsky /  Anika Sietz –  Dominique Mirtsching /  Wiebke Schrempf: 15-3 / 15-10
- Mette Hansen /  Mette Justesen –  Andrea Findhammer /  Kirsten Sprang: 15-7 / 18-15

## Damendoppel
- Heidi Bender /  Petra Dieris-Wierichs –  Andrea Harsági /  Andrea Ódor: 15-12 / 15-7
- Lotte Olsen /  Rikke Olsen –  Mette Hansen /  Mette Justesen: 15-2 / 15-3
- Karen Neumann /  Nicole Baldewein –  Heidi Dössing /  Heike Schönharting: 15-9 / 18-15
- Pernille Harder /  Majken Vange –  Heike Franke /  Katrin Schmidt: 15-4 / 15-8
- Sandra Beißel /  Mette Sørensen –  Andrea Dakó /  Adrienn Kocsis: 15-6 / 15-2
- Helle Ankjær Nielsen /  Pernille Nedergaard –  Nicol Pitro /  Viola Rathgeber: 15-7 / 18-14
- Eline Coene /  Erica van den Heuvel –  Christine Skropke /  Claudia Vogelgsang: 15-4 / 15-8
- Tanja Berg /  Mette Pedersen –  Ann Jørgensen /  Mette Sørensen: 4-15 / 15-8 / 15-12
- Lotte Olsen /  Rikke Olsen –  Heidi Bender /  Petra Dieris-Wierichs: 15-2 / 15-1
- Pernille Harder /  Majken Vange –  Karen Neumann /  Nicole Baldewein: 15-4 / 13-15 / 15-1
- Helle Ankjær Nielsen /  Pernille Nedergaard –  Sandra Beißel /  Mette Sørensen: 15-11 / 15-7
- Eline Coene /  Erica van den Heuvel –  Tanja Berg /  Mette Pedersen: 15-6 / 15-1
- Lotte Olsen /  Rikke Olsen –  Pernille Harder /  Majken Vange: 15-1 / 15-6
- Eline Coene /  Erica van den Heuvel –  Helle Ankjær Nielsen /  Pernille Nedergaard: 15-5 / 15-3
- Lotte Olsen /  Rikke Olsen –  Eline Coene /  Erica van den Heuvel: 15-6 / 12-15 / 15-13

## Mixed
- Michael Keck /  Karen Neumann –  Jacek Niedźwiedzki /  Joanna Szleszyńska: 15-1 / 15-1
- Thomas Stavngaard /  Rikke Olsen –  Roland Kapps /  Stefanie Westermann: 15-1 / 15-3
- Stephan Kuhl /  Nicol Pitro –  Gyula Szalai /  Andrea Ódor: 15-5 / 15-6
- Christian Mohr /  Sandra Beißel –  Christian Huth /  Helle Ankjær Nielsen: 8-15 / 17-15 / 15-6
- Vitaliy Shmakov /  Vlada Chernyavskaya –  Peder Nissen /  Ann Jørgensen: 15-12 / 8-15 / 15-8
- Kai Mitteldorf /  Katrin Schmidt –  Kai Abraham /  Heidi Bender: 15-3 / 15-3
- Mette Hansen /  Steen Thygesen-Poulsen –  Michał Łogosz /  Dorota Borek: 15-6 / 7-15 / 15-5
- Björn Siegemund /  Viola Rathgeber –  Jürgen Koch /  Irina Serova: 15-9 / 15-12
- Thomas Stavngaard /  Rikke Olsen –  Michael Keck /  Karen Neumann: 8-15 / 15-10 / 18-16
- Stephan Kuhl /  Nicol Pitro –  Christian Mohr /  Sandra Beißel: 15-2 / 15-7
- Kai Mitteldorf /  Katrin Schmidt –  Vitaliy Shmakov /  Vlada Chernyavskaya: 15-4 / 15-5
- Björn Siegemund /  Viola Rathgeber –  Mette Hansen /  Steen Thygesen-Poulsen: 15-9 / 15-11
- Thomas Stavngaard /  Rikke Olsen –  Stephan Kuhl /  Nicol Pitro: 15-4 / 18-14
- Kai Mitteldorf /  Katrin Schmidt –  Björn Siegemund /  Viola Rathgeber: 15-4 / 13-15 / 15-10
- Kai Mitteldorf /  Katrin Schmidt –  Thomas Stavngaard /  Rikke Olsen: 10-15 / 18-17 / 15-7